# Murton (Durham)
Murton – wieś w Anglii, w hrabstwie Durham. Leży 11 km na północny wschód od miasta Durham i 378 km na północ od Londynu. W 2001 miejscowość liczyła 7339 mieszkańców.